# 吉氏槳鰭麗魚
吉氏槳鰭麗魚，為輻鰭魚綱鱸形目隆頭魚亞目慈鯛科的其中一種，被IUCN列為易危保育類動物，分布於非洲馬拉威湖流域，棲息深度25-50公尺，體長可達12.8公分，棲息在底中層水域，生活習性不明。